# Amions
Amions är en kommun i departementet Loire i regionen Auvergne-Rhône-Alpes i sydvästra Frankrike. Kommunen ligger i kantonen Saint-Germain-Laval som tillhör arrondissementet Roanne. År 2018 hade Amions 305 invånare.

## Befolkningsutveckling
Antalet invånare i kommunen Amions
| Referens: INSEE |